# Khemisti (Tissemsilt)
Khemisti è un comune dell'Algeria, situato nella provincia di Tissemsilt.